# Stijn van Gassel
Stijn van Gassel, né le 18 octobre 1996 à Ysselsteyn aux Pays-Bas, est un footballeur néerlandais qui évolue au poste de gardien de but au NEC Nimègue.

## Biographie

### Helmond Sport
Né à Ysselsteyn aux Pays-Bas Stijn van Gassel commence le football dans le club de sa ville natale, le SV Ysselsteyn, puis il est formé par le SV Venray (en), et enfin l'Helmond Sport. Il joue son premier match en professionnel le 22 avril 2016, lors d'une rencontre de championnat face au FC Oss. Il entre en jeu à la place de Wouter van der Steen (en) et son équipe s'impose par quatre buts à zéro.

### Excelsior Rotterdam
Le Helmond Sport tente de prolonger Van Gassel mais le joueur refuse l'offre qui lui est faite, il rejoint alors librement l'Excelsior Rotterdam lors de l'été 2021, après huit ans passés à Helmond Sport. Le transfert est annoncé dès le 29 avril 2021.
Van Gassel joue son premier match sous ses nouvelles couleurs le 6 août 2021 contre le TOP Oss, lors de la première journée de la saison 2021-2022 de deuxième division néerlandaise. Il est titularisé et son équipe s'incline par un but à zéro.
Il participe à la montée du club en première division à l'issue de la saison 2021-2022, l'Excelsior sortant vainqueur du barrage de promotion face à l'ADO La Haye le 29 mai 2022.
Van Gassel joue son premier match en Eredivisie, l'élite du football néerlandais, le 6 août 2022, à l'occasion de la première journée de la saison 2022-2023 face au SC Cambuur. Il est titularisé et son équipe s'impose (0-2 score final).

### NEC Nimègue
Lors de l'été 2024, Stijn van Gassel rejoint le NEC Nimègue pour un contrat courant jusqu'en juin 2026, avec une année supplémentaire en option. Le transfert est annoncé le 19 juin 2024 et il doit prendre une place de titulaire dans les cages du NEC afin de remplacer Jasper Cillessen, parti du club lors de ce même mercato,.